# الوادي الغول (مكيراس)

تعديل مصدري - تعديل

الوادي الغول هي إحدى قرى عزلة مكيراس بمديرية مكيراس التابعة لمحافظة البيضاء، بلغ تعداد سكانها 141 نسمة حسب تعداد اليمن لعام 2004.